# Maule régió
Maule (spanyolul: Región del Maule vagy VII. Región del Maule) egy régió Chilében. Fővárosa Talca. 

## Földrajz

### Tartományok
| Maule régió | Maule régió |                    |
| --- | ----------- | ------------------ |
| \| Tartomány \| \| Község \| \| --------- \| --------- \| ------------------ \| \| Cauquenes \| Cauquenes \| 1 Cauquenes \| \| Cauquenes \| Cauquenes \| 2 Chanco \| \| Cauquenes \| Cauquenes \| 3 Pelluhue \| \| Curicó \| Curicó \| 4 Curicó \| \| Curicó \| Curicó \| 5 Hualañé \| \| Curicó \| Curicó \| 6 Licantén \| \| Curicó \| Curicó \| 7 Molina \| \| Curicó \| Curicó \| 8 Rauco \| \| Curicó \| Curicó \| 9 Romeral \| \| Curicó \| Curicó \| 10 Sagrada Familia \| \| Curicó \| Curicó \| 11 Teno \| \| Curicó \| Curicó \| 12 Vichuquén \| \| Linares \| Linares \| 13 Colbún \| \| Linares \| Linares \| 14 Linares \| \| Linares \| Linares \| 15 Longaví \| \| Linares \| Linares \| 16 Parral \| \| Linares \| Linares \| 17 Retiro \| \| Linares \| Linares \| 18 San Javier \| \| Linares \| Linares \| 19 Villa Alegre \| \| Linares \| Linares \| 20 Yerbas Buenas \| \| Talca \| Talca \| 21 Constitución \| \| Talca \| Talca \| 22 Curepto \| \| Talca \| Talca \| 23 Empedrado \| \| Talca \| Talca \| 24 Maule \| \| Talca \| Talca \| 25 Pelarco \| \| Talca \| Talca \| 26 Pencahue \| \| Talca \| Talca \| 27 Río Claro \| \| Talca \| Talca \| 28 San Clemente \| \| Talca \| Talca \| 29 San Rafael \| \| Talca \| Talca \| 30 Talca \| |             |                    |
| Tartomány |             | Község             |
| Cauquenes | Cauquenes   | 1 Cauquenes        |
| Cauquenes | Cauquenes   | 2 Chanco           |
| Cauquenes | Cauquenes   | 3 Pelluhue         |
| Curicó | Curicó      | 4 Curicó           |
| Curicó | Curicó      | 5 Hualañé          |
| Curicó | Curicó      | 6 Licantén         |
| Curicó | Curicó      | 7 Molina           |
| Curicó | Curicó      | 8 Rauco            |
| Curicó | Curicó      | 9 Romeral          |
| Curicó | Curicó      | 10 Sagrada Familia |
| Curicó | Curicó      | 11 Teno            |
| Curicó | Curicó      | 12 Vichuquén       |
| Linares | Linares     | 13 Colbún          |
| Linares | Linares     | 14 Linares         |
| Linares | Linares     | 15 Longaví         |
| Linares | Linares     | 16 Parral          |
| Linares | Linares     | 17 Retiro          |
| Linares | Linares     | 18 San Javier      |
| Linares | Linares     | 19 Villa Alegre    |
| Linares | Linares     | 20 Yerbas Buenas   |
| Talca | Talca       | 21 Constitución    |
| Talca | Talca       | 22 Curepto         |
| Talca | Talca       | 23 Empedrado       |
| Talca | Talca       | 24 Maule           |
| Talca | Talca       | 25 Pelarco         |
| Talca | Talca       | 26 Pencahue        |
| Talca | Talca       | 27 Río Claro       |
| Talca | Talca       | 28 San Clemente    |
| Talca | Talca       | 29 San Rafael      |
| Talca | Talca       | 30 Talca           |